# Runcons
|  | No s'ha de confondre amb Runicates. |

Els runcons (llatí: Runcones o Ruccones) eren un poble probablement àstur, però que podien haver habitar Ourense, Lleó, Astúries o Cantàbria. Alguns estudiosos els identifiquen amb els araucons sotmesos per Leovigild el 575.

## Els araucons
Els araucons foren un poble que vivia entre Galícia i Lleó, a les muntanyes d'Ourense, i foren dominats pel rei visigot Leovigild el 575. Aquestes regions havien d'estar sota domini del Regne dels sueus, però a cavall entre els territoris actualment lleonesos i les terres del Regne dels sueus, havien sorgit senyorius locals de vinculació incerta probablement iniciats després del 457, al debilitar-se el regne sueu, i consolidats posteriorment fins a aconseguir una independència efectiva dels sueus. El poble dels araucons o aregenses (que van donar nom a les muntanyes de la zona, conegudes com a muntanyes Aregenses) era un d'aquests principats independents.
En aquesta zona Leovigild va fer presoner al senyor local (loci senior) anomenat Aspidius, juntament amb la seva dona i fills, i s'apoderà dels seus dominis. Aspidius governava probablement sobre els araucons. Miró rei dels sueus els va combatre el 572. Dominats pels visigots vers el 575, es van revoltar en temps de Sisebut i foren derrotats pel dux o comes visigot, Rèquila.